# 镁化合物
镁化合物是镁和其它元素形成的化合物，在这些化合物中，镁一般为+2价。低价镁化合物也是已知的。

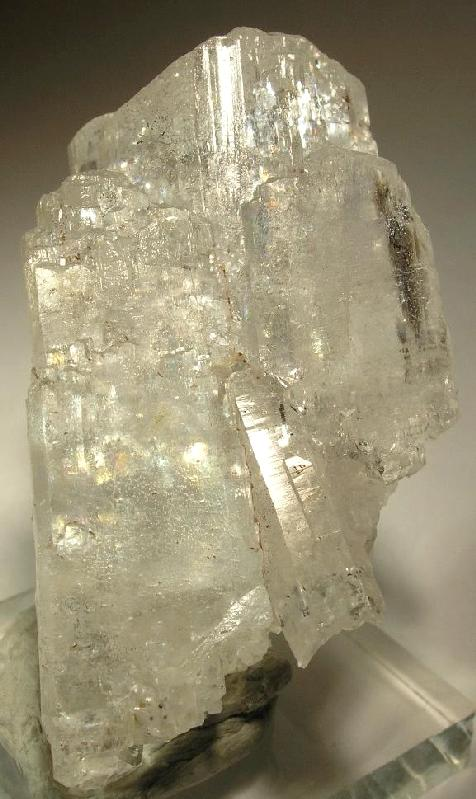
氟镁石是一种氟化镁矿物，最初于1868年被发现。

## 无机化合物

### 氢化物、卤化物和卤酸盐
氢化镁最初于1951年通过镁和氢气在高温、高压和碘化镁催化下反应制得。它可以和水反应放出氢气；它也能在287 °C、1 bar下分解：
MgH2 → Mg + H2
镁可以和卤素形成化学式为MgX2（X=F, Cl, Br, I）的化合物，除了氟化镁外，其余卤化物都易溶于水，且氟化镁的溶解度较其它碱土金属的氟化物小。工业上通过硫酸镁和氟化钠的反应制备高纯度的氟化镁，它在1260℃左右熔化。氯化镁一般通过氧化镁的氯化制得，或通过六水合氯化镁在干燥氯化氢下和氯化铵反应，再热分解生成的镁铵复盐得到。它的水合物会水解，而使溶液显不显著的酸性；直接加热水合物会得到部分水解产物：
[Mg(H2O)6]2+ ⇌ [Mg(H2O)5(OH)]+ + H3O+ （在溶液中水解）
MgCl2·nH2O ⇌ Mg(OH)Cl + HCl + (n-1)H2O （固体加热水解）
氯化镁是离子化合物，它在熔融状态下电解，可以得到镁和氯气。溴化镁和碘化镁的性质与氯化镁相似。卤化镁和氢化镁反应，可以得到HMgX（X=Cl, Br, I）。

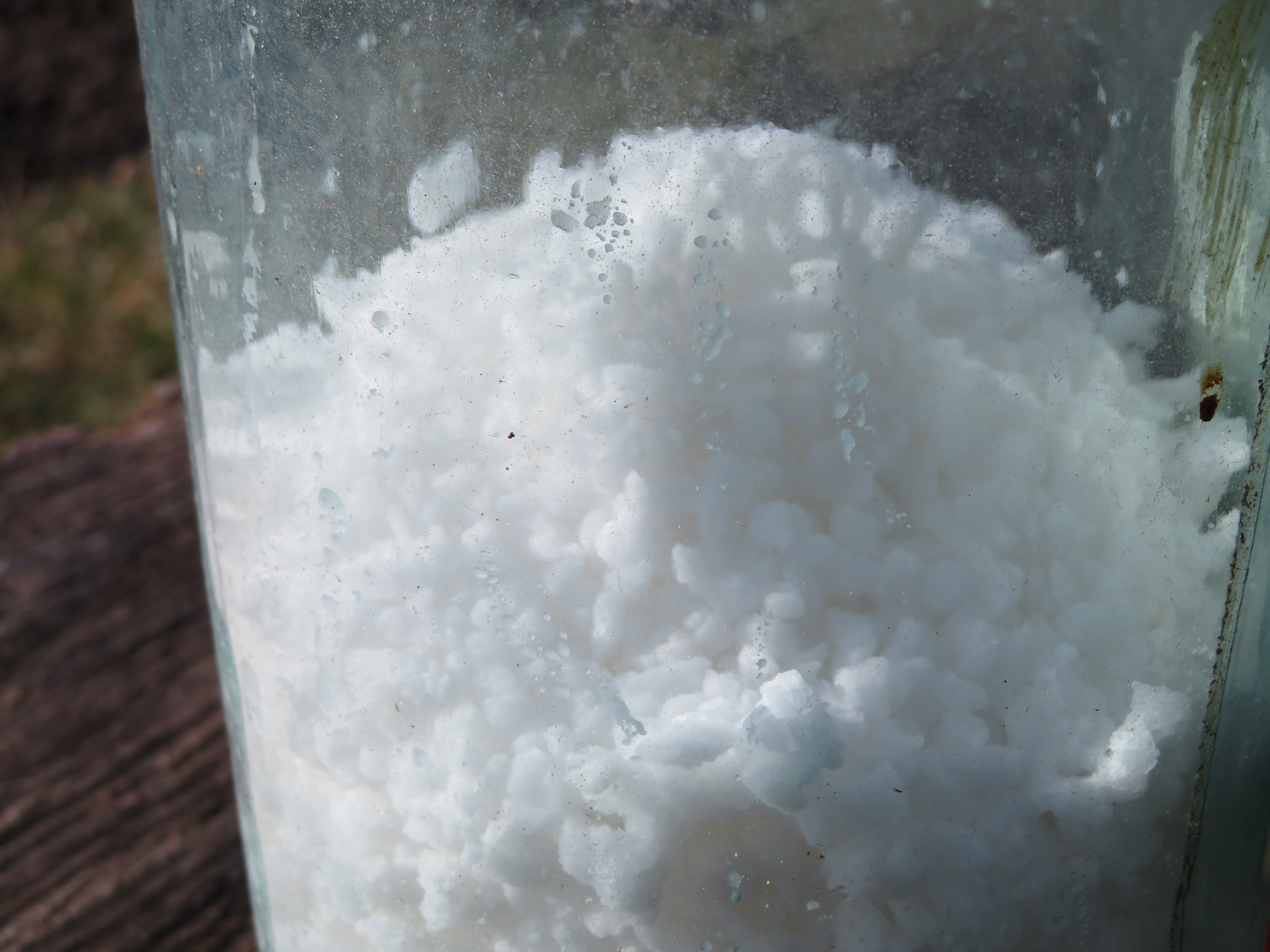
高氯酸镁是白色固体，常用作干燥剂。

次氯酸镁和亚氯酸镁是不稳定的化合物，它们容易水解，前者生成碱式盐Mg(OCl)2·2Mg(OH)2，后者生成氢氧化物Mg(OH)2；氯酸镁可由碳酸镁和氯酸反应制得，并从溶液中结晶出六水合物，它也能由氢氧化镁和氯气反应得到，并用丙酮提取出来：
6 Mg(OH)2 + 6 Cl2 → 5 MgCl2 + Mg(ClO3)2 + 6 H2O
高氯酸镁是易溶于水的白色粉末，可由氧化镁和高氯酸反应得到，它从溶液中结晶出六水合物，再在200~250 °C的真空中通过五氧化二磷干燥，可以得到无水高氯酸镁。它是常用的干燥剂，也可用作路易斯酸或亲电试剂活化剂。高溴酸镁也可以六水合物的形式从溶液中结晶出来，对其加热可以得到无水物，无水物继续加热，它分解为氧化镁、溴和氧气。

### 氧化物及硫属化物
氧化镁是一些镁化合物热分解的最终产物，它通常通过灼烧碳酸盐或氢氧化物来制备。氢氧化镁是一种强电解质，可由可溶性镁盐和氢氧化钠反应得到，它和氧化镁一样，在空气中放置会生成碱式碳酸盐。硫化镁可由镁和硫化氢反应，或通过硫酸镁和碳或二硫化碳在高温反应制得：
Mg + H2S → MgS + H2
MgSO4 + 4C → MgS + 4CO
3 MgSO4 + 4 CS2 → 3 MgS + 4 COS + 4 SO2
它可以水解为Mg(HS)2，并在较高温度进一步水解为Mg(OH)2。氢硫化镁的溶液也可通过硫化氢和氧化镁悬浮液反应制得。镁的多硫化物在镁硫电池中有所研究。硒化镁比硒化锌活泼，在潮湿空气中分解；碲化镁和硒化镁的性质相似。

## 有机化合物

### 格氏试剂
格氏试剂的名称源自发现它的法国化学家维克多·格林尼亚，这类有机镁化合物具有R–Mg–X通式，其中R为烃基，X为卤素，它们通常与溶剂分子配位。格氏试剂可由镁在溶剂中和卤代烃反应得到，由于镁的表面存在氧化膜，一般会加入碘来加速反应。格氏试剂在有机合成中通常用于延长碳链：

### 二烃基镁
二烃基镁是具有R–Mg–R'的有机化合物，可由二烃基汞和镁的反应制得。它们的反应性和格氏试剂相似，可以和氧、水、氨反应。
(9,10-二氢蒽-9,10-二基)三(四氢呋喃)合镁是镁和蒽在四氢呋喃中反应得到的产物，它可用于提供C14H102−碳负离子，和亲电试剂反应，得到二氢蒽的衍生物。

## 拓展阅读
- . USGS.   [2021-12-06]. （原始内容存档于2021-12-06）.